# بي. جي. دا روتشا
بي. جي. دا روتشا هو محامي وسياسي غاني، ولد في 24 مايو 1930 في كيب كوست في غانا، وتوفي في 23 فبراير 2010. نشط حزبياً في الحزب الوطني الجديد ‏.